# Güeros
Güeros  (Gueros (título em Portugal) ) é um filme mexicano lançado em 2014 e dirigido por Alonso Ruizpalacios. A produção é uma comédia dramática filmado em preto e branco, em formato 4:3, que se ambienta na Cidade do México durante a greve ocorrida na Universidade Nacional Autónoma de México entre 1999 e 2000. O filme ganhou cinco prêmios Ariel em 2015, incluindo o de melhor filme.
Güeros é uma gíria mexicana para se referir a uma pessoa de pele clara ou loira. O termo carrega uma conotação depreciativa, mas há situações em que é usado de forma mais neutra.

## Enredo
Após uma brincadeira imprudente, Tomás (Sebastián Aguirre) é enviado pela sua mãe para a Cidade do México para passar um tempo com o seu irmão (Tenoch Huerta), estudante da UNAM. Federico (conhecido como Sombra) é um universitário que vive com outro amigo em um apartamento precário. Ao chegar lá, Tomás se intriga pelas ideias dos dois universitários e pergunta ao seu irmão porque ele não está participando do movimento grevista que está ocorrendo na universidade. Sombra logo responde que “está de greve da greve”.
Os irmãos carregam em comum a paixão por um cantor de rock pouco conhecido, mas que era o ídolo do pai dos dois. Ao saber que o cantor, Epigmenio Cruz se encontra hospitalizado na cidade, os três se juntam e percorrem os setores da Cidade do México para encontrar o artista. O percurso é repleto de surpresas, imprevistos e encontros inesperados que farão cada um dos três rapazes passarem por grandes experiências.

## Elenco
- Tenoch Huerta ... Sombra
- Ilse Salas ... Ana